# The Master (romanzo)
The Master è un romanzo di Colm Tóibín del 2004. Il romanzo è stato considerato tra i finalisti del Booker Prize del 2004, ed ha vinto l'International IMPAC Dublin Literary Award nel 2006.

## Trama
Il romanzo ha per protagonista lo scrittore statunitense Henry James negli ultimi anni del XIX secolo. Gli undici capitoli del romanzo, datati dal gennaio 1895 all'ottobre 1899, narrano il fallimento del suo dramma Guy Domville in un teatro di Londra, e il suo isolamento nella città di Rye (East Sussex), dove negli anni successivi produsse diversi capolavori.
Il romanzo inizia ritraendo Henry come un personaggio pubblico che si sente umiliato in modo inaspettato, non solo nel lato pubblico della sua carriera di scrittore, ma anche in un modo più personale. Henry decide di ridurre la sua vita pubblica acquistando una casa a Rye. Ormai cinquantenne, è consapevole di come ha dovuto rifiutare la compagnia della sorella malata, che adorava, di come ha scelto di stare lontano dalla sua patria e dalla sua famiglia, di come i rapporti con un amico scrittore si raffreddano.
Diventa uno scapolo con una sessualità irrisolta, certamente vicino all'omosessualità, che vive in una casa nel sud dell'Inghilterra e riceve la visita quotidiana della stenografa alla quale detta.  Sconvolto dal caso Oscar Wilde, il ritratto di Henry non è solo quello di uno che reprime se stesso e la sua sessualità, ma di qualcosa di più complesso e ambiguo, di chi affronta la vita cercando di controllare quanto vuole rivelare, anche a se stesso, e quindi scegliere di essere uno scrittore al fine di ottenere proprio questo.

## Edizioni
- Colm Tóibín, The Master, Fazi, 2004,  p. 367, ISBN 88-8112-580-3.